# Yuval Noah Harari
Yuval Noah Harari (hebraisk: יובל נח הררי, født 24. februar 1976 i Haifa, Israel) er en israelsk historiker og forfatter samt professor ved Det hebraiske universitet i Jerusalem.
Efter historiestudier ved Hebrew University of Jerusalem 1991-1998 afsluttede Yuval Harari i 2002 en PhD ved University of Oxford om forholdet mellem militærhistorie og personlig identitet i Renæssancen.

Harari har siden specialiseret sig i menneskehedens makro-historie, senest manifesteret i den internationale bestseller Sapiens: En kort historie om menneskeheden (originaltitel: Sapiens: A Brief History of Humankind), der udkom på dansk i juli 2015
Hans bog Homo Deus: A Brief History of Tomorrow er oprindeligt udgivet på hebraisk i 2016 og senere oversat til engelsk i 2016. Hans seneste bog er 21 Lessons for the 21st Century, der blev udgivet i 2018.

## Baggrund
Harari blev født i Kiryat Ata, Israel i 1976 og voksede op i en sekulær jødisk familie af østeuropæisk oprindelse i Haifa, Israel. Han erkendte først selv, at han var homoseksuel, da han var 21 år gammel.

## Karriere
Harari startede med at specialisere sig i middelalderhistorie og militærhistorie i sine studier fra 1993 til 1998 ved Det hebraiske universitet i Jerusalem. Han færdiggjorde i 2002 sin dr.phil-grad ved Jesus College, Oxford, under tilsyn af Steven J. Gunn. Han udførte fra 2003 til 2005 postdoc studier i historie som en Yad Hanadiv følger.
Han har siden udgivet adskillige bøger og artikler, herunder Special Operations in the Age of Chivalry, 1100–1550; The Ultimate Experience: Battlefield Revelations and the Making of Modern War Culture, 1450–2000; The Concept of 'Decisive Battles' in World History; og Armchairs, Coffee and Authority: Eye-witnesses og Flesh-witnesses Speak about War, 1100–2000. Han specialiserer sig nu i verdenshistorie og makrohistoriske processer.
Hans bog Sapiens: En Kort Historie om Menneskeheden blev i 2011 udgivet på hebraisk og efterfølgende på engelsk i 2014. Den er siden hen blevet oversat til omkring 30 sprog udover disse. Bogen kortlægger hele den menneskelige historie, fra Homo sapiens evolution i Paleolitikum hele vejen til det 21. århundredes politiske og teknologiske revolutioner. Den hebraiske udgave blev en bestseller i Israel og vakte stor interesse i både det akademiske miljø og blandt offentligheden, hvilket gjorde Harari til en berømthed. . YouTube-klip med Hararis hebraiske forelæsninger om verdenshistorien er blevet set af titusinder af israelere.
Harari giver desuden et gratis online kursus på engelsk med navnet A Brief History of Humankind. Mere end 100,000 mennesker over hele verden har allerede taget dette kursus.
Harari har to gange vundet Polonsky Prisen for kreativitet og originalitet, i 2009 og 2012. Han vandt i 2011 Society for Military History's Moncado Pris for fremragende artikler i militærhistorie. Han blev i 2012 valgt til Young Israeli Academy of Sciences. Sapiens blev i 2015 valgt af Mark Zuckerberg, grundlæggeren af Facebook, til hans online bogklub.[kilde mangler]

### Homo sapiens interesser
Harari er interesseret i hvordan Homo Sapiens opnåede dets nuværende tilstand og i dets fremtid. Hans forskning fokuserer på makrohistoriske spørgsmål såsom: Hvad er sammenhængen mellem historie og biologi? Hvad er den væsentligste forskel mellem Homo Sapiens og andre dyr? Er der retfærdighed i historie? Har historie en retning? Blev folk gladere mens historien udfoldede sig?
Harari betragter utilfredshed som den vigtigste del af menneskelig realitet og som relateret til evolution.
Harari hævdede i 2017 at ved vedvarende teknologiske fremskridt og fremskridt inden for kunstig intelligens "kan en ny klasse af folk opstå i 2050, den nyttesløse klasse. Folk som ikke blot er arbejdsløse, men uansættelige." Han har desuden lignende forestillinger om konsekvenserne af genteknologi.

### Dyrevelfærd
Harari har kommenteret på de frygtelige dyreforhold, især for domesticerede dyr, siden indførelsen af agerbruget og er veganer. I 2015 kaldte han i en artikel hos The Guardian i 2015 under navnet "Industrielt landbrug er en historiens de værste forbrydelser" "De industrielt opdrættede dyrs skabte (...) en af vor tids mest presserende etiske spørgsmål."

## Privatliv
Harari mødte i 2002 sin mand Itzik Yahav. De blev gift i Toronto i Canada, da man ikke kan blive gift i Israel uden religiøse ceremonier. Desuden tillader ingen officielt anerkendt religion i Israel homovielser. Parret lever i en moshav (en type af et kooporativt landbrugsfælleskab med enkelte gårde) i Mesilat Zion tæt på Jerusalem.
Harari siger at Vipassana meditation, som han begyndte på imens han var i Oxford i 2000, har "forvandlet mit liv". Han praktiserer denne meditationsform i to timer hver eneste dag (en time i begyndelsen og slutningen af hans arbejdsdag) , hvorved han bruger 30 eller flere dage om året i meditation - væk fra larm, sociale medier og sågar bøger.  Han dedikerede Homo Deus til "min lærer, S. N. Goenka, som kærligt lærte mig vigtige ting," og tilføjer, at "jeg ikke kunne have skrevet denne bog uden det fokus, den fred og den indsigt opnået efter at have praktiseret Vipassana i 15 år." Harrari betragter meditation som en måde at forske.
Harari er veganer, og siger at dette er et resultat af hans forskning, herunder hans opfattelse af, at mejeriindustriens fundament er brydningen af båndet mellem moder og kalv. Han går i skoven med sin hund en time hver dag, når han har tid. Harari ejer ikke en smartphone.

## Bøger
Yuval Harari har udover nedenstående bøger skrevet et større antal artikler om specielt militærhistorie
- History and I: War and the Relations between History and Personal Identity in Renaissance Military Memoirs, c. 1450-1600 (PhD-these, 2002)
- Renaissance Military Memoirs: War, History and Identity 1450-1600, 2004
- Special Operations in the Age of Chivalry, 1100-1550, 2007
- The Ultimate Experience: Battlefield Revelations and the Making of Modern War Culture, 1450-2000, 2008
- Sapiens: A Brief History of Humankind, 2014 - på dansk: Sapiens: En kort historie om menneskeheden, Lindhardt og Ringhof, 2015
- Homo Deus: A Brief History of Tomorrow, 2016
- 21 Lessons for the 21st Century, 2018

## Videnskabelige skrifter
- "The Military Role of the Frankish Turcopoles – a Reassessment", Mediterranean Historical Review 12 (1) (June 1997), pp. 75–116.
- "Inter-Frontal Cooperation in the Fourteenth Century and Edward III’s 1346 Campaign", War in History 6 (4) (September 1999), pp. 379–395
- "Strategy and Supply in Fourteenth-Century Western European Invasion Campaigns", The Journal of Military History 64 (2) (April 2000), pp. 297–334.
- "Eyewitnessing in Accounts of the First Crusade: The Gesta Francorum and Other Contemporary Narratives", Crusades 3 (August 2004), pp. 77–99
- "Martial Illusions: War and Disillusionment in Twentieth-Century and Renaissance Military Memoirs", The Journal of Military History 69 (1) (January 2005), pp. 43–72
- "Military Memoirs: A Historical Overview of the Genre from the Middle Ages to the Late Modern Era", War in History 14:3 (2007), pp. 289–309
- "The Concept of ‘Decisive Battles’ in World History", The Journal of World History 18 (3) (2007), 251–266
- "Knowledge, Power and the Medieval Soldier, 1096–1550", in In Laudem Hierosolymitani: Studies in Crusades and Medieval Culture in Honour of Benjamin Z. Kedar, ed. Iris Shagrir, Ronnie Ellenblum and Jonathan Riley-Smith, (Ashgate, 2007)
- "Combat Flow: Military, Political and Ethical Dimensions of Subjective Well-Being in War", Review of General Psychology (September 2008)[28]
- Introduction to Peter Singer's Animal Liberation, The Bodley Head, 2015.